# Новий Рожнув
Новий Рожнув (пол. Nowy Rożnów, нім. Neu Roznow) — село в Польщі, у гміні Ґлубчиці Ґлубчицького повіту Опольського воєводства.
Населення — 132 особи (2011).

## Демографія
Демографічна структура станом на 31 березня 2011 року:
|          | Загалом | Допрацездатний вік | Працездатний вік | Постпрацездатний вік |
| -------- | ------- | ------------------ | ---------------- | -------------------- |
| Чоловіки | 64      | 13                 | 42               | 9                    |
| Жінки    | 68      | 16                 | 38               | 14                   |
| Разом    | 132     | 29                 | 80               | 23                   |